# Station Brachlewo
Station Brachlewo is een spoorwegstation in de Poolse plaats Brachlewo.